# Dystrykt Ntchisi
Ntchisi – jeden z 28 dystryktów Malawi, położony w Regionie Centralnym. Stolicą dystryktu jest miasto Ntchisi.

## Sąsiednie dystrykty
- Nkhotakota – wschód
- Dowa – południe
- Kasungu – północny zachód
- Salima – południowy wschód